# Вилхелм фон Лозенщайн
Вилхелм фон Лозенщайн (на немски: Wilhelm von Losenstein; * ок. 1446, Лозенщайн; † 1506) от род Лозенщайн в Горна Австрия, е господар в Гебелхофен в Бавария и императорски съветник.

## Живот
Той е син на рицар Флориан фон Лозенщайн († 1456) и съпругата му Магдалена/Анна Ауер фон Пренберг († 1465), дъщеря на Якоб Ауер фон Унтер-Пренберг и Гебелкофен и Маргарета фон Валдау.
Вилхелм е управленски съветник на император Максимилиан I. Той наследява господството Лозенщайнлайтен и от майка си господството Гебенхофен (днес в Афинг на 10 км от Аугсбург) в Бавария.
Родът на господарите фон Лозенщайн измира по мъжка линия през 1692 г. След смъртта на последният от род Лозенщайн през 1692 г. Франц Антон фон Лозенщайн (* 1642, Виена; † 8 юни 1692, Виена), катедрален пропст в Пасау, епископ и княз (от 1691), син на граф Георг Ахац II фон Лозенщайн, цялата собственост на рода отива (чрез женитба) на рода на князете фон Ауершперг.

## Фамилия
Вилхелм фон Лозенщайн се жени 1476 г. за Барбара фон Парзберг (* ок. 1450), дъщеря на Йохан фон Парсберг и Барбара фон Мурах. Те имат децата:
- Грегор фон Лозенщайн († 1530), женен за Анна Райнер; имат дъщеря
- Мария Магдалена фон Лозенщайн (* ок. 1477; † 1523), омъжена 1493 г. за Бартоломеус фон Щархемберг (* 1459; † 19 април 1531)
- Себастиан фон Лозенщайн († 1553), женен за фрайин Лунета фон и цу Фолкенсторф (1477 – 1521)
- Ахатц фон Лозенщайн († 1527), женен за Мария Салома фон Полхайм (1496 – 1534); имат 6 деца
- Евстах фон Лозенщайн († 1507), женен за Маргарета фон Шерфенберг
- Елизабет фон Лозенщайн, омъжена I. за Фридрих цу Щубенберг, II. 1502 г. за Волфганг фон Крайг
- Филип фон Лозенщайн († 1521, Линц)
- Барбара фон Лозенщайн